# Kebek kán
Kebek, az Arany Horda kánja 1414-ben néhány hónapig.
Kebek Toktamis kán harmadik fia volt. 1410-ben legidősebb bátyja, Dzsalál ad-Dín megszerezte a trónt az Arany Horda "erős embere", Edögej emír báburalkodójától. Dzsalál ad-Dínt támogatta a litván nagyfejedelem, Vytautas is. 1412-ben másik bátyja, Karim Berdi meggyilkolta a kánt és maga ült a helyére. Vytautast feldühítette támogatottjának halála és nem ismerte el az utódlást. Először a Toktamis-családon kívül keresett trónkövetelőt, azt azonban Karim Berdi elfogta és lefejeztette. Ezután a fivérek felé fordult és sugallatára Kebek egyik öccse, Dzsabbárberdi megölte Karim Berdit. Az új kán a harmadik fivér, Kebek lett, aki szintén a litván fejedelem lekötelezettje volt.
Kebek csak rövid ideig uralkodhatott, mert Edögej emír újabb kánjelöltet talált a Fehér Hordából, Csokrát. Csatában legyőzték Kebek seregét és kiűzték őt a fővárosból, Új-Szarájból. Kebek a Horda délnyugati részére húzódott vissza, amely Litvánia befolyási zónájában volt és néhány évig még mint a Horda kánja pénzt is veretett. További sorsa ismeretlen. 